# Jean qui pleure et Jean qui rit
Jean qui pleure et Jean qui rit è un cortometraggio del 1897 diretto da Georges Hatot e Louis Lumière.

## Trama
Un personaggio sta leggendo una lettera: Leggendo la prima pagina nel suo viso si nota un senso di tristezza e di angustia; sciogliendosi in lacrime. Leggendo la pagina successiva, il suo viso cambia aspetto; terminando col ridere.

## Concorso[1]
- 25. Mostra Internazionale d'Arte Cinematografica di Venezia, Omaggio a Louis Lumière (1964)
- 32. Mostra Internazionale d'Arte Cinematografica (1971)

## Conosciuto anche come
- USA: Jean Who Cries and Jean Who Laughs